# Куликівська селищна територіальна громада (Львівська область)
Куликівська селищна громада — територіальна громада в Україні, у Львівському районі Львівської області. Адміністративний центр — смт Куликів.
Площа громади — 112,9 км², населення — 11692 мешканці (2020).

## Населені пункти
У складі громади 1 смт (Куликів) і 16 сіл:
- Артасів
- Великий Дорошів
- Віднів
- Гребінці
- Звертів
- Костеїв
- Кошелів
- Малий Дорошів
- Мервичі
- Могиляни
- Надичі
- Нове Село
- Перемивки
- Смереків
- Стронятин
- Сулимів